# Claus Holm
 Ikke at forveksle med Claus Holm (kok).
Claus Holm (født 28. december 1976) er en dansk forfatter, som har udgivet bøger på både dansk og engelsk. Hans debut på engelsk var med novellesamlingen Dreams and Awakenings fra 2014. På dansk debuterede han i 2015 med science fiction-romanen Uplink. Han havde dog allerede i 2014 været en del af antologien De sidste kærester på månen fra Science Fiction Cirklen.
Selvom han er dansker, skriver han sine bøger på engelsk. Han har i interviews udtalt, at det virker mere naturligt for ham at skrive på engelsk, da sproget "flyder" bedre. Sine hovedpersoner beskriver han ofte som "almindelige mennesker i ualmindelige omstændigheder". Han har skabt den fiktive tv-serie Tempus Investigations, der beskrives som "en tv-serie i papirform."